# Сере Д'є
Сересо́ Жоффруа́ Гонзаруа́ Д'є (фр. Sereso Geoffroy Gonzaroua Dié), більш відомий як Сере́ Д'є (фр. Serey Dié; нар. 7 листопада 1984) — івуарійський футболіст, опорний півзахисник швейцарського «Сьйона» та національної збірної Кот-д'Івуару.

## Клубна кар'єра
У дорослому футболі дебютував 2003 року виступами за команду івуарійського клубу «Стад Абіджан», в якій провів три сезони.
Своєю грою за цю команду привернув увагу представників тренерського штабу туніського «ЕОГ Крам», до складу якого приєднався 2006 року. Відіграв за команду з  Ла-Ґулєта наступний сезон своєї ігрової кар'єри.
2007 року уклав контракт з алжирським клубом «ЕС Сетіф», у складі якого провів ще один рік своєї кар'єри гравця.
2008 року перебрався до Швейцарії, де чотири з половиною сезони захищав кольори команди клубу «Сьйон».  Більшість часу, проведеного у складі «Сьйона», був основним гравцем команди, провів у складі команди понад 100 матчів у першості країни.
13 грудня 2012 року перейшов до «Базеля», уклавши з діючим на той час чемпіоном Швейцарії контракт, розрахований на 3,5 роки. Проте вже на початку 2015 року новим клубом івуарійця став німецький «Штутгарт». 14 лютого в матчі проти «Гоффенгайма» Ді дебютував у Бундеслізі. 13 лютого 2016 року в поєдинку проти берлінської «Герти» він забив свій перший гол за «швабів».
Влітку 2016 року Д'є повернувся в «Базель». 2019 року був відданий в оренду до «Ксамакса», а згодом того ж року перейшов до «Аарау».
На початку 2020 року знову став гравцем «Ксамакса», а за півроку уклав контракт зі «Сьйоном».

## Збірні
З 2013 року залучається до складу національної збірної Кот-д'Івуару. Був учасником чемпіонату світу 2014 року, а наступного року допоміг своїй збірній вибороти Кубок африканських націй 2015.

## Досягнення
Командні
 «ЕС Сетіф»
- Володар Кубка арабських чемпіонів: 2007/08

 «Сьйон»
- Володар Кубка Швейцарії: 2008-09, 2010-11

 «Базель»
- Чемпіон Швейцарії: 2012-13, 2013-14, 2016-17

Міжнародні
 Кот-д'Івуар
- Кубок африканських націй: 2015